# República Popular China en los Juegos Paralímpicos de Barcelona 1992
La República Popular China estuvo representada en los Juegos Paralímpicos de Barcelona 1992 por un total de 24 deportistas, 13 hombres y 11 mujeres.

## Medallistas
El equipo paralímpico chino obtuvo las siguientes medallas:
| Nombre                 | Deporte       | Evento                         |
| ---------------------- | ------------- | ------------------------------ |
| Oro                    |               |                                |
| Zheng Pei              | Atletismo     | Disco B1 femenino              |
| Liu Yukun              | Atletismo     | Disco THS2 femenino            |
| Sun Changting          | Atletismo     | Jabalina THS3 masculino        |
| Yao Zhen Yu            | Atletismo     | Peso THS3 masculino            |
| Zhao Ti                | Atletismo     | Salto de altura J2 masculino   |
| Zhao Xue               | Atletismo     | Salto de altura J4 masculino   |
| Huang Wentao           | Atletismo     | Salto de longitud B2 masculino |
| Yang Shao              | Atletismo     | Triple salto J3-4 masculino    |
| Zhou Xiangrong         | Natación      | 100 m espalda S6 femenino      |
| Zhang Xiaoling         | Tenis de mesa | Individual 9 femenino          |
| Yang Yi Zhang Xiaoling | Tenis de mesa | Equipo 10 femenino             |
| Plata                  |               |                                |
| Zhao Jihong            | Atletismo     | Salto de longitud B3 femenino  |
| Wu Yanjian             | Atletismo     | 5000 m TS4 masculino           |
| Yang Shao              | Atletismo     | Salto de altura J4 masculino   |
| Qiu Lin                | Atletismo     | Triple salto J3-4 masculino    |
| Liu Zebing             | Natación      | 100 m mariposa S8 masculino    |
| Yang Yi                | Tenis de mesa | Individual 9 femenino          |
| Zhang Xiaoling         | Tenis de mesa | Clase abierta 6-10 femenino    |
| Bronce                 |               |                                |
| Zheng Pei              | Atletismo     | Peso B1 femenino               |
| Wu Yanjian             | Atletismo     | 1500 m TS4 masculino           |
| Huang Wentao           | Atletismo     | Triple salto B2 masculino      |
| Shi Tieyin             | Natación      | 100 m braza SB8 femenino       |
| Zhou Xiangrong         | Natación      | 200 m libre S6 femenino        |
| Zhou Xue               | Natación      | 100 m mariposa B1 femenino     |
| Yang Yi                | Tenis de mesa | Clase abierta 6-10 femenino    |